# Walter Gordon Wilson
Walter Gordon Wilson (Blackrock, County Dublin, 21 april 1874 - Coventry, 1 juli 1957) was een Brits ondernemer en bouwkundige. Hij geldt als de uitvinder van de automatische versnellingsbak. Ook had hij een aandeel in de ontwikkeling van de eerste Britse tanks.

## Begin loopbaan
Walter Wilson werd geboren in Ierland en kwam uit een gezin van in totaal acht kinderen. Als jongeman kwam hij bij de Royal Navy terecht, waar hij diende op de HMS Britannia als een kadet en later op de HMS Dreadnought, het schip uit 1875 (niet het bekende slagschip uit 1906). Hij verliet de vloot in 1894 als sub-lieutenant, een functie tussen adelborst en luitenant in. Hij ging vervolgens naar Cambridge om machinebouwkunde te studeren, alwaar hij de titel van ingenieur verkreeg. Hij werd mechanicus bij Charles Rolls (een van de grondleggers van Rolls-Royce), waar op dat moment Franse Panhards werden geproduceerd.

## Wilson-Pilcher

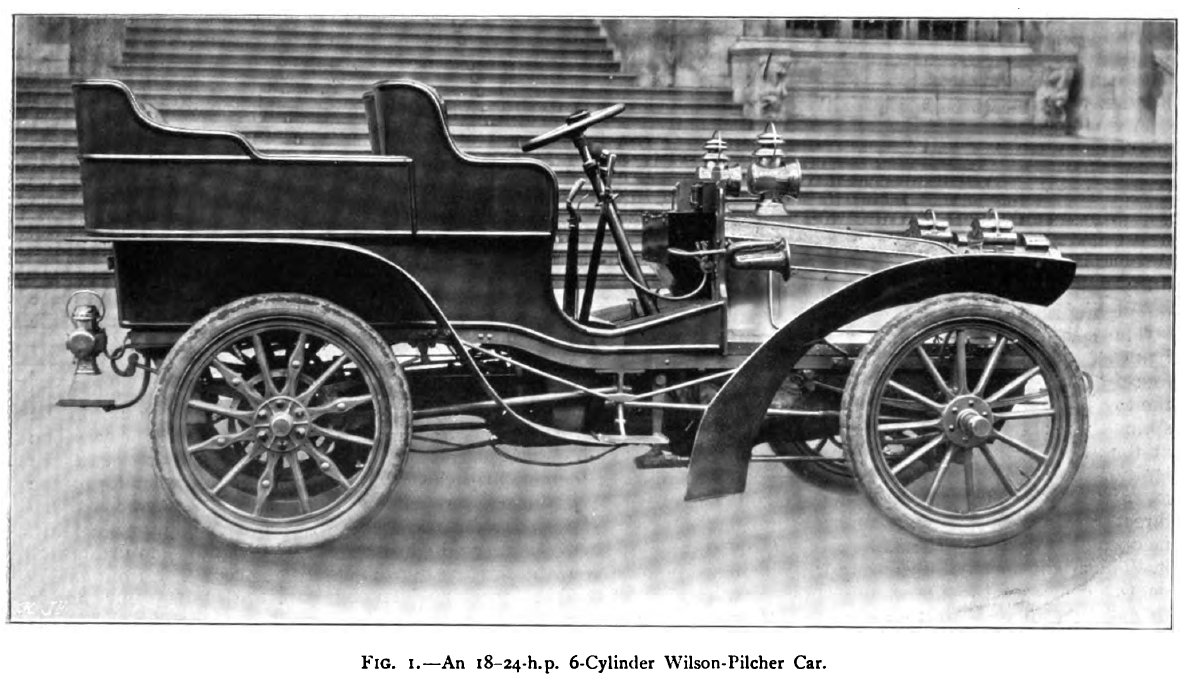
Een Wilson-Pilcher auto

In 1897 ging hij samen verder met Percy Sinclair Pilcher en Adrian Verney-Cave, en vormden Wilson-Pilcher Ltd. Wilson was hevig geïnteresseerd in auto’s, terwijl Pilcher meer interesse had in de luchtvaart, wat in die tijd vooral zweefvliegtuigen betrof. Samen verrichten ze veel onderzoek naar de mogelijkheden om vliegtuigen aan te drijven met een motor. Terwijl Wilson een nieuwe motor ontwierp, maakte Pilcher een ontwerp van een driedekker. Het resultaat wilden ze op 30 september 1899 presenteren. Het volledige vliegtuig was die datum nog niet af, maar Pilcher wilde de mensen niet teleurstellen dus presenteerde hij het vliegtuig alsnog, maar dan als zweefvliegtuig. Toen hij de rondvlucht maakte, crashte het vliegtuig waarbij hij om het leven kwam. Wilson was bij deze presentatie niet aanwezig, en toen hij van het tragische nieuws hoorde was hij ontdaan, maar ook boos. Hiermee eindigde zijn interesse in vliegtuigen die aangedreven werden door motors, vier jaar voordat de Gebroeders Wright hun vliegtuig presenteerden.

## Armstrong-Whitworth
Vanwege de dood van zijn zakenpartner en vriend startte Wilson met het produceren van auto’s, welke hij Wilson-Pilchers noemde uit respect. Zijn auto’s waren geavanceerd, misschien wel te geavanceerd voor hun tijd. In 1904 werd zijn bedrijf overgenomen door Armstrong-Whitworth, de productie van auto’s werd echter pas in 1907 stopgezet. In 1906 ontwikkelde Wilson een pantservoertuig, welke daadwerkelijk werd gebouwd door Armstrong-Whitworth. Er kan niet met zekerheid gesteld worden of het ontwerp bedoeld was als pantservoertuig of als artillerietractor. In ieder geval werd het voertuig niet verder ontwikkeld.

## Eerste Wereldoorlog
Wilson trouwde in 1908 en kreeg, samen met zijn vrouw, twee kinderen. In deze periode verhuisden ze naar de stad Kent. Hier kreeg hij een betrekking bij J. & E Hall Ltd. Dartford. Waarschijnlijk is hij daar deels verantwoordelijk geweest voor de ontwikkeling van de Hallford vrachtwagen, een conventionele vrachtwagen die ook dienstdeed in het Britse leger tijdens de Eerste Wereldoorlog. Bij dit bedrijf zou Wilson een nieuw pantservoertuig hebben ontworpen, maar deze is niet gebouwd. Na het uitbreken van de oorlog in 1914 meldde hij zich weer aan bij de marine en werd aangesteld als luitenant in de reserve eenheid van de marine. Vanwege zijn technische kennis diende hij bij de Royal Naval Air Service (Luchtmacht van de Koninklijke Marine), waar hij toezicht had op de bouw van bepantserde Seabrook vrachtwagens bij de Portholme Aerodrome Ltd. in Huntingdon.

## De eerste tank
In 1915 werd hij verbonden aan het Admirality Landships Committee (admiraliteitscommissie voor landschepen), als assistent van kolonel R.E.B. Crompton, de technische adviseur. Wilson werd naar de McEwan & Pratt Works (Burton-on-trent) gezonden om twee Bullock Creeping Grip Tractors uit de VS te testen. Deze waren verkregen dankzij Cromptons ideeën om een landschip te maken, letterlijk met voor- en achtersteven. Wilson wist van tevoren dat dit zou mislukken, maar toch werkte hij volledig mee tijdens de beproevingen.
Ondertussen was het landschip project overgedragen door de admiraliteit aan het War Office. Kolonel Crompton werd ontslagen en zijn taak werd overgedragen aan William Tritton uit de stad Lincoln. Hij was bedrijfsleider van William Foster & Co. Wilson werd aangesteld als opzichter over het project. Hierdoor moest hij de volledige dag werken in Burton-on-trent en in zijn avonduren vertrok hij naar Lincoln om samen te werken met Tritton vanuit een kamer in het White Hart Hotel. Wilson was opzichter, maar in de ontwikkeling voelde hij zich meer als een partner met Tritton. De twee konden het onderling goed vinden. Het eerste resultaat was de Nummer één Lincoln Machine, direct gevolgd door Little Willie. Terwijl Tritton de rupsbanden ontwierp, kwam Wilson in september 1915 met het plan om de rupsbanden rond de gehele tank te laten lopen. Dit principe werd uiteindelijk het klassieke Britse tankdesign van de Grote Oorlog.

## Mark IV
Walter Wilson had ook een grote interesse in versnellingsbakken, vooral epicyclische types. In 1916 kwam hij met een nieuw systeem, welke hij in de Mark IV tank wilde installeren. Met het oude systeem waren vier man nodig voor de besturing van de tank. In plaats daarvan ontwierp hij twee simpele epicyclische versnellingsbakken die vergelijkbaar waren met de werking van een schakel- en remsysteem. Een andere ontwerper, Stern, was echter meer enthousiast over de elektrische transmissie die al gebruikt werd door de Fransen. Wilson had berekend dat dit systeem niet zou werken in de Mark IV. Stern was het hier niet mee eens en daarom werd er een competitie georganiseerd. Verscheidene tanks werden uitgerust met verschillende systemen. Deze test werd gehouden in Oldbury (dicht bij Birmingham) in maart 1917. Ondanks het feit dat de tank met Wilsons systeem niet goed werkte, bleek deze tank toch veel beter te presteren. Daarom werd er besloten om zijn systeem te gebruiken. Het was echter te laat om dit systeem in de Mark IV tank toe te passen, omdat deze al in productie genomen was. Uiteindelijk werd het systeem toegepast in de Mark V tanks uit 1918. Voor de ontwerpen van de Mark VI (niet gebouwd) en de Medium Mark B wordt majoor Wilson als hoofdontwerper gezien. Wilson deed niet mee aan het ontwerpen van de Mark VIII, de eerste tank die ontworpen werd door een samenwerking tussen Groot-Brittannië en de VS. Hij vond de tank te groot.
‘De koninklijke commissie voor prijzen voor uitvinders’ (‘The Royal Commission on Awards to Inventors’) gaf aan het eind van de oorlog ‘the lion’s share aan William Tritton en aan Walter Wilson, die reeds CMG (companion of the order of St. Michael and St. George) was geworden. Hij kreeg daarnaast een beloning van £15,000.

## De pre-selector gearbox
Na de Eerste Wereldoorlog verliet Wilson het leger en zette hij samen met J.D. Siddeley-Armstrong een bedrijf op, Improved Gears Ltd. Zij richtten hun aandacht op de ontwikkeling en vervaardiging van geavanceerde ‘pre-selector’ (automatische) versnellingsbakken. Het leek er op of hij de ontwikkeling van tanks vaarwel had gezegd, maar in 1928 werd hij benaderd door het War Office. Er waren namelijk problemen met de zware A1E1 Independent tank en er werd gevraagd of hij kon helpen. Hij stemde in en ontwierp de transmissie opnieuw. Het loste de problemen echter niet allemaal op.
In 1936 ging John Siddeley met pensioen en hij verkocht Armstrong-Siddeley aan Hawkers, een vliegtuigontwikkelaar en -fabrikant. Hierdoor verhuisde Wilson zijn fabriek naar Coventry en veranderde de naam naar Self-Changing Gears Ltd. Hawkers was echter niet geïnteresseerd in het bouwen van auto’s en ging de auto’s die gebouwd werden in de Armstrong-Siddeley fabriek weer uitrusten met conventionele versnellingsbakken in plaats van de automatische versnellingsbak van Wilson. Wilson produceerde zelf veel automatische versnellingsbakken voor AEC, een producent van stadsbussen, welke veel bussen produceerde voor London Transport.
Wilsons automatische schakelbakken zijn ook gebruikt in enkele lichte tanks. Later ontwierp hij nog automatische zes- en acht-versnellingsbakken voor experimentele tanks, maar deze werden niet gebruikt. In plaats daarvan werden er simpele bakken geïnstalleerd met slechts twee versnellingen. Later werd er gekozen voor een systeem van Henry Merritt. Toen de Tweede Wereldoorlog uitbrak werden de systemen van Wilson en Merritt gecombineerd. Deze werden uiteindelijk niet alleen toegepast in tanks, maar ook in andere pantservoertuigen.
- Gemeinsame Normdatei: 1100325603
- Virtual International Authority File: 55146332919218732187